# Гурьянов, Владимир Николаевич
Владимир Николаевич Гурьянов (род. 27 марта 1964, Саранск, Мордовская АССР, РСФСР, СССР) — российский серийный убийца, совершивший не менее 13 убийств (девушек, женщин и двух мужчин), сопряжённых с разбоем и изнасилованиями, в период с 27 декабря 2007 по август 2008 года на территории города Нижний Новгород. Все убийства Гурьянов совершил по религиозным мотивам совместно с сообщницей Эльвирой Леонидовной Егорычевой (род. 5 мая 1962, Чебоксары, Чувашская АССР, РСФСР, СССР). В 2010 году Гурьянов был приговорён к пожизненному лишению свободы, а Егорычева — к 19,5 годам лишения свободы. Гурьянов и Егорычева известны под прозвищами «Кровавые сектанты» и «Российские „Бонни и Клайд“».

## Биография

### Жизнь до убийств
О ранних годах жизни Владимира Гурьянова известно крайне мало. Родился 27 марта 1964 года на территории города Саранск (Мордовская АССР). После окончания школы Гурьянов получил среднее специальное образование. В начале 1980-х годов проходил срочную службу в Советской армии. В середине 1980-х годов женился. В браке супруга родила ему ребёнка. Гурьянов имел репутацию творческого человека и работал художником, зарабатывая на жизнь созданием копий старинных икон для последующей их перепродажи. Впоследствии он открыл собственную мастерскую, где занимался лаковой миниатюрой, создавая музыкальные шкатулки тонкой работы. После развала СССР и последовавших за ним экономических реформ семья Гурьянова стала испытывать материальные трудности, вследствие чего в начале 1990-х годов он начал вести криминальный образ жизни и зарабатывать на жизнь кражами. В этот период он был осуждён за совершение угона автомобиля. Выйдя на свободу в 1995 году, Гурьянов начал демонстрировать признаки психического расстройства, вследствие чего развёлся с женой и ушёл из семьи, после чего начал вести бродяжнический и маргинальный образ жизни. В конце 1995 года Владимир вступил в религиозную организацию «Свидетели Иеговы». В 1999 году на одном из собраний он познакомился с Эльвирой Егорычевой, которая после смерти мужа также стала последовательницей этой религиозной организации. Сойдясь на религиозной почве, Гурьянов и Егорычева стали поддерживать дружеские отношения в последующие годы, однако вскоре они вступили в конфликт с членами «Свидетелей Иеговы» и перестали посещать их собрания. В 2003 году Гурьянов был арестован по обвинению в совершении изнасилования женщины. После ареста Владимир требовал освободить его от уголовной ответственности по причине невменяемости. Он утверждал, что совершил преступление, исходя из религиозных мотивов, однако судебно-медицинская экспертиза признала его вменяемым и отдающим себе полный отчёт в своих действиях. В 2003 году на судебном процессе Гурьянов был признан виновным в совершении изнасилования, после чего суд назначил ему уголовное наказание в виде 4 лет лишения свободы. Эльвира Егорычева на судебном процессе Гурьянова была его гражданским защитником, представляла его интересы. Отбыв уголовное наказание полностью, он вышел на свободу 10 декабря 2007 года, после чего вернулся в Саранск и стал сожительствовать с Эльвирой Егорычевой, с которой продолжал поддерживать отношения в период тюремного заключения. Егорычева на тот момент стала страдать комплексом мессианства и демонстрировала девиантное поведение, несмотря на то, что имела высшее образование, троих детей и ранее работала швеёй, получая хорошую заработную плату. В период нахождения Гурьянова в исправительной колонии Эльвира тратила все свои деньги на поездки к нему и передачи.
Из показаний соседки Егорычевой Анны Грязновой:
Детей забросила, в квартиру начали приходить странные люди — религиозные песни петь. Нам Эльвирка постоянно о Боге твердила. Говорила о какой-то правильной Библии, о предстоящем конце света, о том, что спасутся только избранные Иеговой. Говорила, что у неё есть связь со Всевышним. Жильцы считали её чокнутой.
После освобождения Гурьянова из тюрьмы они с Егорычевой стали вести образ жизни по определённым религиозным принципам, которые представляли собой заимствования из разных религиозных учений. В ходе межличностного общения Владимир и Эльвира перестали называть друг друга по именам. Гурьянов называл Эльвиру «матушкой», а она в свою очередь обращалась к нему: «Сын мой, князь Владимир», так как Гурьянов утверждал, что он последний из княжеского рода «Рюриковичи», и на него возложена особая духовная миссия. Под влиянием Гурьянова Егорычева официально сменила имя на Елену Рюрикову-Алексееву. Находясь в тюремном заключении, Гурьянов сумел убедить Эльвиру в их «божественном предназначении и происхождении, принадлежности к божественным силам», вследствие чего в конце декабря 2007 года они покинули Саранск и переехали в Нижний Новгород, где им предоставил жильё один из родственников Гурьянова, после чего они совершили серию убийств.

### Убийства
В период с 27 декабря 2007 по 3 сентября 2008 года Владимир Гурьянов и Эльвира Егорычева совершили не менее 13 убийств, сопряжённых с изнасилованиями и разбойными нападениями, для чего приобрели два револьвера, три ножа и электрошокер. В совершении преступлений Гурьянов и Егорычева не демонстрировали выраженного образа действия, вследствие чего правоохранительные органы долгое время не объединяли все эпизоды в одно уголовное дело.
Первой жертвой Гурьянова и его сообщницы стала 66-летняя пенсионерка Антонина Маштакова, которая занималась гаданием и размещала информацию о предоставляемых услугах в местных газетах. 27 декабря 2007 года Гурьянова и Егорычева, предварительно откликнувшись на объявление, явились в квартиру Маштаковой, расположенную в доме по улице Павлова Сормовского района Нижнего Новгорода, где, удостоверившись в отсутствии других жильцов квартиры, совершили на пенсионерку нападение, в ходе которого Гурьянов зарезал Маштакову, нанеся ей множество колото-резаных ран. После совершения убийства Владимир Гурьянов и Эльвира Егорычева похитили из квартиры убитой ювелирные изделия, которые впоследствии сдали в ломбард.
На следующий день, действуя по той же схеме, Гурьянов и Егорычева посетили квартиру Людмилой Костиной, которая также предоставляла услуги гадания. В ходе нападения на Костину Гурьянов зарезал её, после чего он и его сообщница также похитили у убитой деньги и личные вещи, представляющие материальную ценность.
В начале января 2008 года Гурьянов и Егорычева откликнулись на объявление в газете от 38-летней Елены Даниловой, которая занималась разведением породистых собак. Позвонив по указанному номеру, Гурьянов и Егорычева назначили Даниловой встречу. Во время встречи Гурьянов, угрожая Елене Даниловой убийством, вынудил её отправиться с ним в безлюдную местность, где совершил на неё нападение, изнасиловал и зарезал.
10 января 2008 года Гурьянов совершил убийство водителя такси компании «Мустанг» Романа Вихарева, труп которого был обнаружен в его автомобиле «Киа Спектра» на улице Интернациональная. Во время нападения Гурьянов нанёс Вихареву множественные колото-резаные ранения в область груди и шеи, после чего похитил у него мобильный телефон и деньги.
19 марта 2008 года Гурьянов и Егорычева совершили нападение на Наталью Буренкову, бухгалтера компании «ООО Киткар». Нападение произошло в гаражном боксе, расположенном на территории Ленинского района Нижнего Новгорода. Изнасиловав женщину, Гурьянов зарезал её, нанеся множественные колото-резаные раны в область груди.
Весной 2008 года Гурьянов и Егорычева переехали на окраину Нижнего Новгорода и совершили серию убийств жителей в лесополосе, прилегающей к микрорайону Сортировочный Канавинского района и Автозаводскому району Нижнего Новгорода, где в основном были расположены дачи. В этот период они проживали в одном из заброшенных домов и зарабатывали на жизнь мелкими кражами. С мая по август 2008 года Гурьянов совершил ещё 6 убийств. Тела трёх жертв (Масленниковой, Котельниковой и Ломтевой) убийцы похоронили в неглубоких могилах, вследствие чего эти жертвы вплоть до их ареста числились пропавшими без вести.
18-летняя Мария Масленникова пропала в ночь со 2 на 3 мая, когда возвращалась из Автозаводского парка домой.
21 июля в 4 часа утра ушла из дома 45-летняя Людмила Котельникова, она направлялась по подземному переходу, ведущему от улицы Переходникова к Комсомольской проходной ОАО «ГАЗ», но на работе так и не появилась.
37-летняя Елена Ломтева в момент нападения находилась со своей подругой Еленой Кривегиной, с которой они 3 августа 2008 года около 11 часов дня направились в сторону заброшенных садовых участков, расположенных поблизости от станции «Орловка» для сбора яблок.
Убив Ломтеву, Гурьянов и Егорычева завели Кривегину в безлюдную местность недалеко от перегона «Кустовая» — «429 километр», где Гурьянов изнасиловал её и застрелил. Труп женщины преступник оставил рядом со столбом ЛЭП.
Недалеко от этого места через несколько дней Гурьянов совершил убийство Юлии Маловой.
18 августа в садовом товариществе «Урожай» Гурьянов и Егорычева совершили нападение на бухгалтера 48-летнюю Елену Травкину, которую Гурьянов также изнасиловал и застрелил.

### Арест, следствие и суд
Производство расследования по уголовному делу было поручено следственной группе, в которую вошли трое следователей следственного управления следственного комитета при прокуратуре Российской Федерации по Нижегородской области, а также четверо следователей территориальных подразделений. К работе группы были также привлечены работники 1 ОРЧ КМ ГУВД по Нижегородской области, а также сотрудники четырёх территориальных органов милиции. Кроме этого, в проведении поисковых мероприятий было задействовано ежедневно не менее 40 работников милиции.
Во время расследования сотрудниками правоохранительных органов была совершена проверка всех ломбардов, расположенных на территории Нижнего Новгорода. В одном из пунктов по сдаче золота нашли украшения одной из жертв. На основании записей в журнале следствию стало известно, что ювелирные изделия принесла в ломбард Наталья Буренкова, которая была убита Гурьяновым 19 марта 2008 года. Сотрудники ломбарда поведали следствию, что та же самая женщина, представившаяся Натальей, впоследствии заложила в ломбард ещё ряд ювелирных украшений. В ходе расследования ювелирные украшения были изъяты из ломбарда и впоследствии опознаны родственниками Антонины Маштаковой, Людмилы Костиной и Натальи Буренковой как принадлежащие им. Сотрудник ломбарда свидетельствовал о том, что украшения сдавали мужчина и женщина, после чего был составлен фоторобот подозреваемых. Вскоре в милицию обратился один из родственников Гурьянова, который опознал его и Егорычеву. Он заявил, что с конца 2007 года они снимали у него комнату в его квартире. Хозяин квартиры характеризовал Гурьянова и Егорычеву весьма неоднозначно. Он заявил, что Гурьянов и Егорычева старались не привлекать к себе излишнего внимания, не проявляли девиантного поведения, не были замечены в употреблении алкогольных напитков, однако при этом нигде не работали и съехали весной 2008 года вследствие конфликта, так как отказывались платить арендную плату. После получения информации ориентировки на преступников разослали во все отделения милиции и частные охранные предприятия Нижнего Новгорода.
Владимир Гурьянов и Эльвира Егорычева были арестованы 3 сентября 2008 года в одном из супермаркетов Нижнего Новгорода. Из задержание произвёл охранник супермаркета Олег Филиппов совместно со своим напарником. Из свидетельств Олега Филиппова:
Я их фотороботы накануне на автобусной остановке увидел. Сразу задерживать разыскиваемых мы с напарником не решились: в зале много покупателей, а в ориентировке сообщалось, что убийцы вооружены. Пришлось разыгрывать спектакль: «Вы украли жевательную резинку!» — подошёл я к Гурьянову, когда парочка вышла из торгового зала, и предложил пройти в служебное помещение. Там мы их мигом скрутили и уложили на пол. У мужчины под курткой обнаружили кобуру с наганом, на поясе — охотничий нож.
После задержания у подозреваемых были изъяты: два револьвера системы «Наган», три ножа, электрошоковое устройство «Гюрза», таксофонные карты, золотые изделия, мобильный телефон Nokia n95, предположительно принадлежавший убитому таксисту Роману Вихареву, мобильный телефон LG – В1300, предположительно принадлежавший Людмиле Костиной, верёвки, липкая лента.
После того как Гурьянов был доставлен в отделение милиции, он был подвергнут допросу, на котором признался в совершении 13 убийств и стал активно способствовать раскрытию преступлений. Он и Эльвира Егорычева в последующие недели под конвоем были доставлены на места совершения убийств, где Гурьянов указал следователям места захоронений трупов Марии Масленниковой, Людмилы Котельниковой и Елены Ломтевой, которые числились пропавшими без вести. На допросах Гурьянов утверждал, что все убийства и изнасилования совершил, исходя из религиозных мотивов. Из протокола допроса Владимира Гурьянова:
Мы купили газету бесплатных объявлений, позвонили, сказали, что хотим снять порчу, гадалка сама открыла нам дверь. Я её тут же, на пороге, зарезал ножом. На следующий день навестили вторую шарлатанку. Ах, как она просила её не убивать! Деньги сулила… Но это старуху не спасло — и она своей кровушкой умылась. Мы карали грешников по велению голоса свыше! Мы ничего не боимся — убивали по воле Божьей. Все молоденькие женщины, которых я изнасилую и убью, в вечной жизни станут моими жёнами. Это мне так матушка объяснила.
Показания Гурьянова, как и его вменяемость, были подвергнуты сомнению. Руководитель следственного управления СК при Прокуратуре РФ по Нижегородской области Владимир Стравинскас в октябре 2008 года так прокомментировал ход расследования:
Подозреваемые признались в совершении 13 умышленных убийств и ряде разбойных нападений. Не исключаем, что жертв может оказаться больше. И хотя Егорычева и Гурьянов утверждают, что они — «Свидетели Иеговы» и убивали по религиозным мотивам, мне кажется, их на преступления толкала ещё и корысть. Назначена психиатрическая экспертиза: судя по поведению обвиняемых, оба могут быть признаны невменяемыми.
В феврале 2009 года на пресс-конференции заместитель руководителя следственного управления следственного комитета при прокуратуре РФ по Нижегородской области Леонид Денисов сообщил СМИ, что уголовное дело в отношении Гурьянова и Егорычевой будет передано в суд летом.
В середине 2009 года по ходатайству адвокатов Гурьянова и Егорычевой была проведена судебно-медицинская экспертиза, на основании результатов которой они были признаны вменяемыми. В конечном итоге на основании доказательств, собранных в ходе расследования, проведённого следственными органами СУ СКП РФ по Нижегородской области, Гурьянову и Егорычевой было предъявлено обвинение в совершении 13 убийств, 4 покушений на убийство, 10 изнасилований и насильственных действий сексуального характера, а также в совершении 11 разбойных нападений. Жертвами Гурьянова стали 11 женщин и двое мужчин, ещё двое мужчин и два подростка остались в живых после совершения нападений, получив травмы. Одного из подростков Гурьянов расстрелял из пистолета, так как ему не понравилось его поведение.
19 января 2010 года в Нижегородском областном суде присяжные заседатели вынесли обвинительный вердикт по уголовному делу. По мнению присяжных, Владимир Гурьянов и Егорычева не заслужили снисхождения.
На основании обвинительного вердикта 12 февраля 2010 года Владимир Гурьянов получил в качестве уголовного наказания пожизненное лишение свободы, а Эльвира Егорычева — 19 лет и 6 месяцев лишения свободы. Во время вынесения приговора Гурьянов и Егорычева сидели обнявшись и оживленно о чем-то беседовали, не обращая никакого внимания на происходящее в зале суда.
Религиозный мотив совершения преступлений был подвергнут сомнению следствием. Комментарий представителя гособвинения Дениса Кузнецова:
Вся эта религиозная чушь была выбранной ими линией защиты. На самом деле преступления они совершали исключительно с корыстной целью — своих жертв грабили, награбленное сбывали.
Комментарий старшего следователя отдела по расследованию особо важных дел Следственного управления СКП России по Нижегородской области Андрея Кириллова:
Голоса у них были одинаково ровными и во время совершения преступлений, и во время рассказа о них на следствии. Это свидетельство крайнего цинизма и хладнокровия. В практике наших экспертов это был всего второй такой случай за долгие годы работы.

### В заключении
Владимир Гурьянов был отправлен отбывать наказание в колонию особого режима «Чёрный дельфин». В 2012 году он сказал посещавшим его в колонии журналистам:
У меня нет желания начинать жизнь сначала. Я доволен своей сегодняшней жизнью. И исправлять мне нечего. Я по специальности художник, поэтому всё, что я люблю, относится к искусству. Если бы я предстал перед Богом, я бы его попросил, чтобы он наказал в первую очередь беззаконников.

## В массовой культуре
- Документальный фильм «Чёрный князь» из цикла «Криминальные хроники» (2012)
- Документальный фильм «Князь крови» из цикла «Следственный комитет» (2013)
- Документальный фильм «Князь» из цикла «Вне закона» (2019)